# Odigitria (sito archeologico)
Odigitria (in greco, Οδηγήτρια) è il sito archeologico di un antico complesso religioso di età minoica, che comprende due tombe a tholos, situato nei pressi del moderno monastero di Odigitria nelle montagne di Asterousia nel meridione di Creta.

## Archeologia
Le tombe sono datate al minoico Antico I e al medio Minoico IA e sono state scavate nel 1979 da N. Dimopoulou e nel 1980 da Antonis Vasilakis. Rimasero in uso per più di 1000 anni. Gli artefatti trovati includono sigilli, amuleti, collane, diademi d'oro, lame in pietra, vasi di pietra, pentole e un braccialetto d'oro.